# Deep in the Hole
Albums de Masters of Reality
Welcome to the Western Lodge
(1999) Flak 'n' Flight
(2002)
Deep in the Hole, sorti en 2001, est le cinquième album (le quatrième en studio) du groupe de rock alternatif Masters of Reality dont l'unique membre permanent est Chris Goss.
Deep in the Hole est aussi le titre de la septième piste de l'album Flick of the Switch produit en 1983 par le groupe ACDC.

## L'album
Toutes les compositions de l'album sont l'œuvre des membres du groupe.

## Musiciens
- Chris Goss : voix, guitare, basse, claviers
- John Leamy : batterie, claviers

## Titres de l'album
1. Third Man on the Moon - 5 min 13 s
2. A Wish For a Fish - 3 min 57 s
3. Counting Horses - 5 min 34 s
4. Major Lance - 1 min 03 s
5. Scatagoria - 4 min 09 s
6. High Noon Amsterdam - 3 min 45 s
7. Corpus Scorpios Electrified - 3 min 53 s
8. Deep in the Hole - 4 min 32 s
9. Roof of the Shed - 4 min 30 s
10. Shotgun Son - 3 min 10 s

## Informations sur le contenu de l'album
David Catching, Josh Homme, Mark Lanegan, Troy Van Leeuwen, Nick Lucero, Brendon McNichol, Nick Oliveri, Josh Paskowitz, Roxy Saint et Mathias Schneeberger ont également participé à l'enregistrement de l'album.